# チェッロ・マッジョーレ
チェッロ・マッジョーレ（伊: Cerro Maggiore）は、イタリア共和国ロンバルディア州ミラノ県にある、人口約15,000人の基礎自治体（コムーネ）。

## 地理

### 位置・広がり

#### 隣接コムーネ
隣接するコムーネは以下の通り。括弧内のVAはヴァレーゼ県所属を示す。
- レニャーノ
- ネルヴィアーノ
- オリッジョ (VA)
- パラビアーゴ
- レスカルディーナ
- サン・ヴィットーレ・オローナ
- ウボルド (VA)

### 地震分類
イタリアの地震リスク階級 (it) では、4 に分類される
。

## 姉妹都市
- Bad Neustadt an der Saale、ドイツ 2008年